# Lambay-sziget
A Lambay-sziget (angolul: Lambay Island, óészaki nyelven: Lambey, írül: Reachrainn) egy kisméretű sziget az Ír-tengeren. Az írországi Portrane településtől 4 kilométerre helyezkedik el, és ez Leinster tartomány legkeletibb pontja. A sziget magántulajdonban van, kívülállók számára korlátozottan látogatható. A szigeten található Revelstocke bárójának székhelye, a Lambay Castle. Ez Európa legnagyobb privát szigete. 

## Története
Klaudiosz Ptolemaiosz görög író, tudós II. századból származó Geographiké Hüphégészisz (magyarul: „Bevezetés a föld feltérképezésébe”) című írása Εδρου (Edru) név alatt a szigetet érthette, mely a Drumanagh nevű hegyfokon lévő erőddel együtt élénk kereskedelmet folytathatott a rómaiakkal.
A sziget nemzedékek óta a Baring család tulajdonában van, a bárók is közülük kerülnek ki.

## Leírás
A Lambay-sziget az Írország keleti partján fekvő szigetek közül a legnagyobb, körülbelül 2,5 négyzetkilométer területű, legmagasabb pontja 127 méter. A sziget északi, keleti és déli oldalán meredekebb sziklák találhatók, a nyugati partra az enyhébb lejtők a jellemzőbbek. 

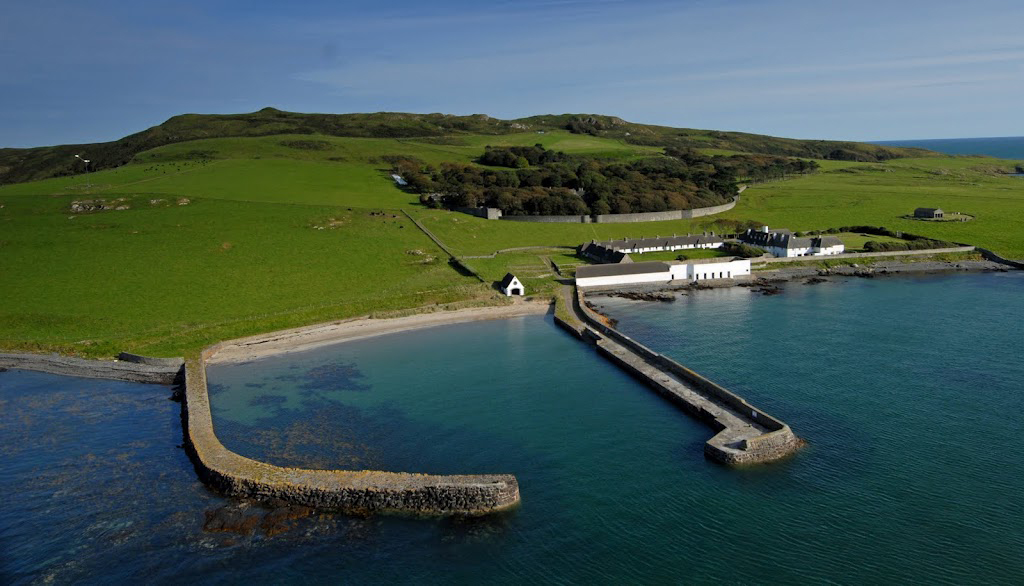
A sziget kikötője

A nyugati parton egy privát kikötő is található, a közelben van néhány lakott épület is. Itt helyezkedik el egy teniszpálya is. Emellett egy gazdaság is működik a területen.

## Élővilág
A szigeten található Írország egyik legnagyobb és legjelentősebb madártelepe, amelyben több mint 50 000 lumma, 5000 csüllő, 3500 alka, 2500 sirály, valamint kisebb számú fratercula, atlanti vészmadarak, sirályhojszák, libák és sok más faj él.

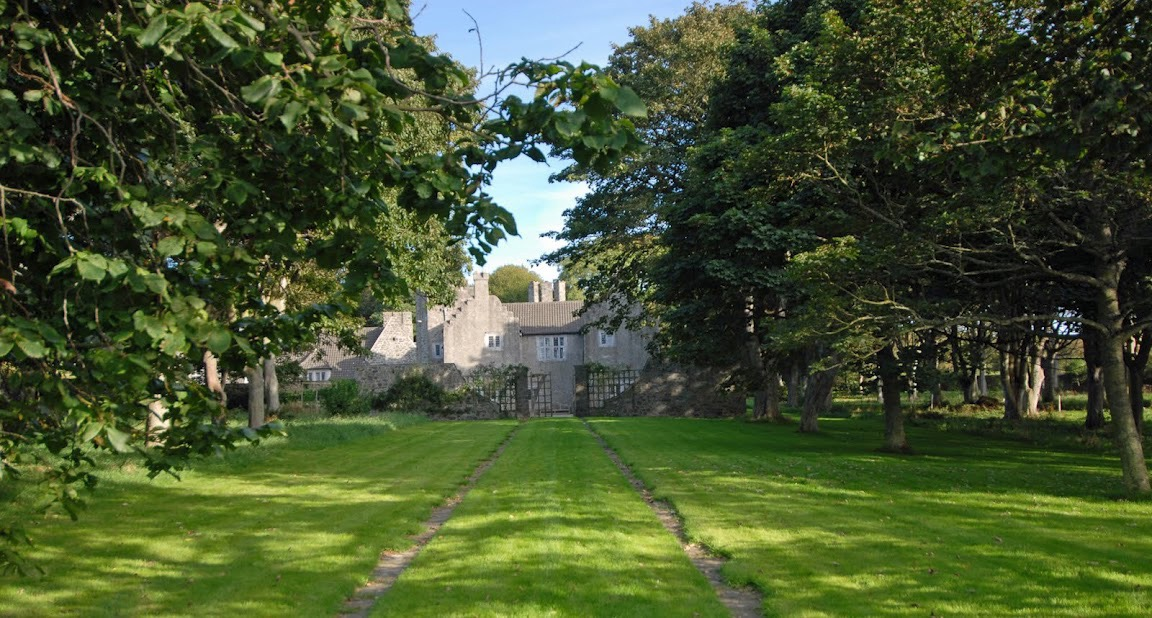
Lambay Castle

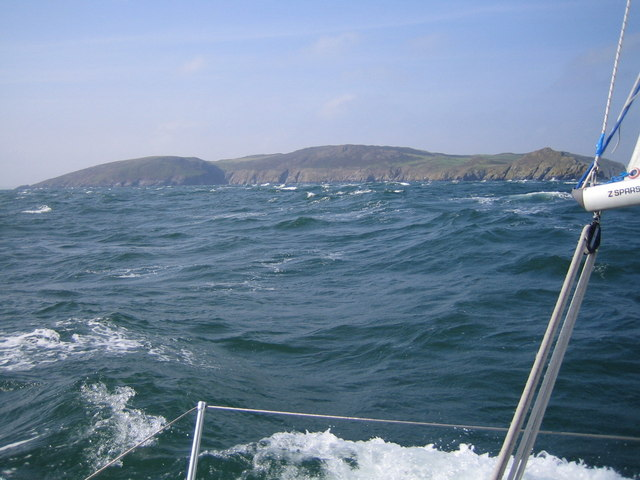
A Tayleur Bay egy vitorlásról nézve

A sziget emlősei közül a kúpos fókák (Írország egyetlen keleti parti kolóniájaként) és a betelepített Bennett-kenguruk a legjelentősebbek, 2017-ben kb. 100 példány élt belőle a szigeten. Ide tartoznak az európai dámvadak is, melyből körülbelül 200 példányt találhatunk Lambay-en. A szigeten tenyésztenek szarvasmarhát is.

## Nevezetességei
- Lambay Castle, Sir Edwin Lutyens angol építészmérnök kúriája. Jelenleg Revelstocke bárójának családja lakja.
- Tayleur Bay, egy déli parton található sziklás öböl, amit az ott 1854-ben elsüllyedt RMS Tayleur nevű hajóról neveztek el
- Knockbane – a sziget legmagasabb pontja

## Fordítás
- Ez a szócikk részben vagy egészben  a   Lambay Island című angol Wikipédia-szócikk ezen változatának fordításán alapul.  Az eredeti cikk szerkesztőit annak laptörténete sorolja fel. Ez a jelzés csupán a megfogalmazás eredetét és a szerzői jogokat jelzi, nem szolgál a cikkben szereplő információk forrásmegjelöléseként.